# Gebirgsgrat

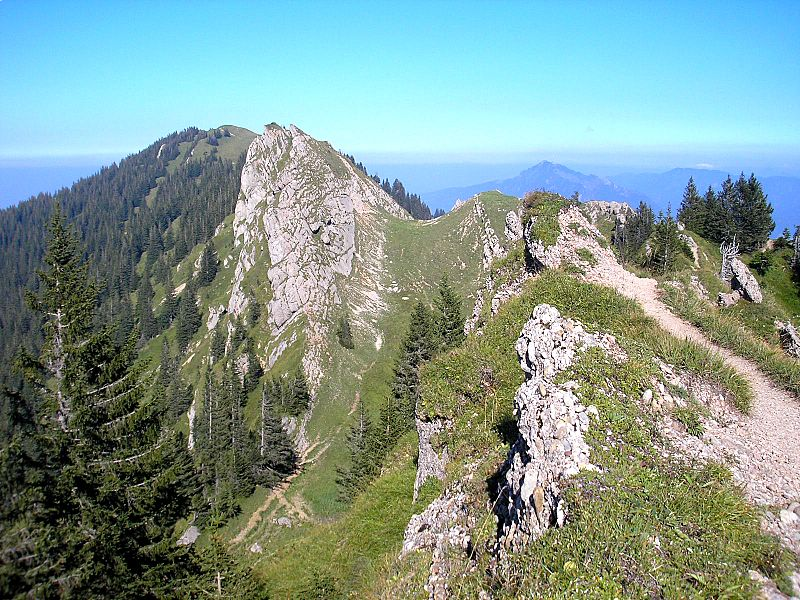
Der Ostgrat der Hochgratkette in den Allgäuer Alpen. Blick zum Steineberg (links)

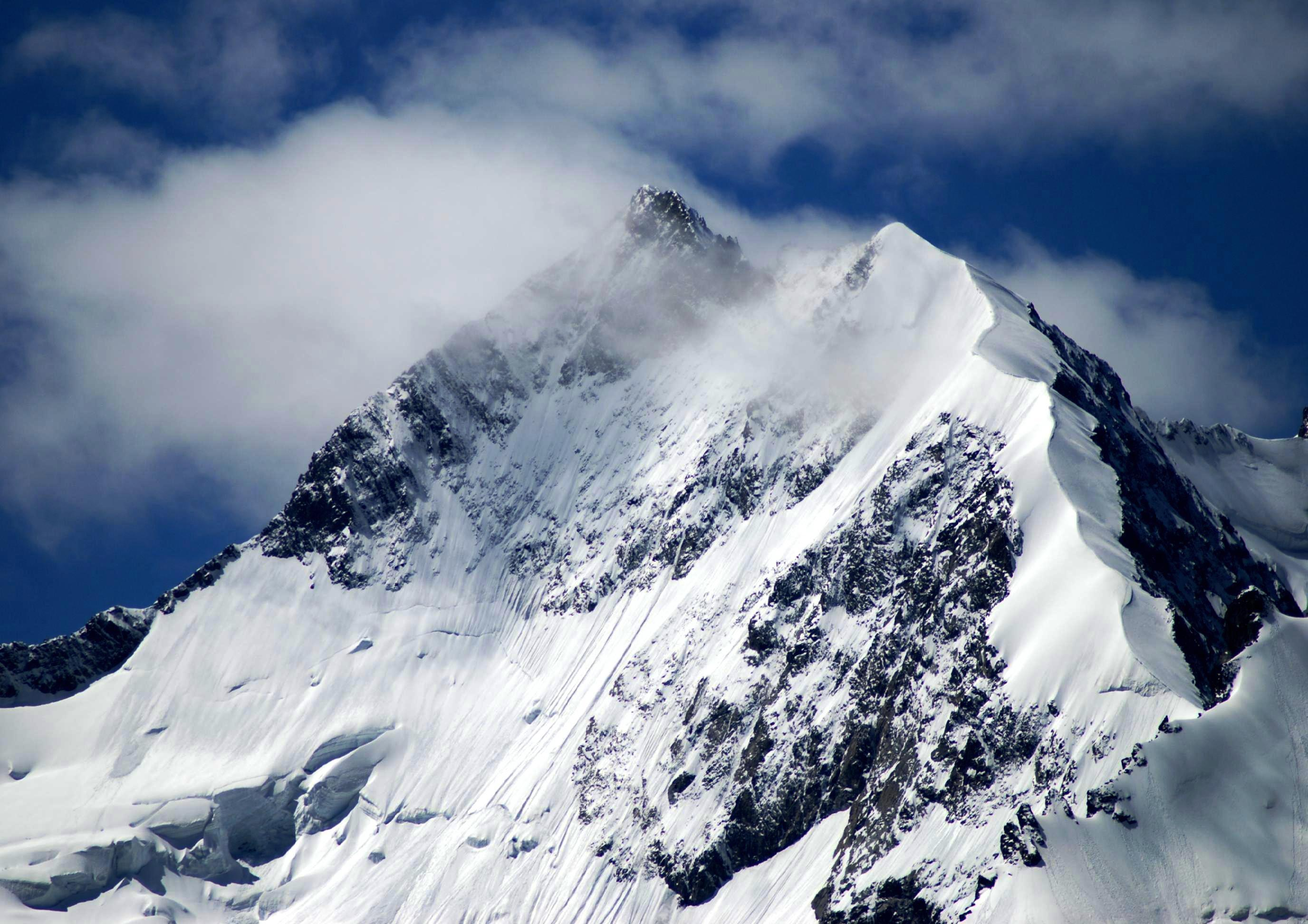
Der Biancograt, ein Firngrat am Piz Bernina in der Berninagruppe der Alpen

Ein  Gebirgsgrat  oder Grat ist ein scharfer Bergrücken im Hochgebirge. Im Mittelgebirge spricht man eher von einem Berggrat. Ein ganzjährig von Schnee bedeckter Grat wird als Firngrat bezeichnet. Die Begehung eines Firngrates kann gefährlich sein, wenn er von einer Wechte überdeckt und dadurch die stabile Kante nicht klar erkennbar ist.
Präzise ist der Grat, als geomorphologischer Objekttypus, eine Vollform in Höhenbereichen vor allem des Hochgebirges mit nach beiden Seiten steil abfallenden Böschungen (Hängen). Er kann zwei Gipfel eines Gebirges, die nur durch Scharten oder Gebirgssättel voneinander getrennt sind, miteinander verbinden oder als Bergsporn über einem Tal enden. Grate werden, besonders wenn sie für Bergsteiger von Interesse sind, zur Definition ihrer Identität mit Namen benannt.
Einen besonders scharf ausgeprägten Grat nennt man auch Schneide. Wenn eine Reihe von Gipfeln durch Grate miteinander verbunden sind, so spricht man von einem Gebirgskamm.